# Mariela Viteri
Mariela de Jesús Viteri Velasco (Bahía de Caráquez, 27 de diciembre de 1968) es una presentadora de televisión, locutora de radio, directora de medios, filantrópica y actriz ecuatoriana. Comenzó su carrera en Aplausos de Telecentro, para luego participar en programas de entrevistas como Música y Deportes, Na' que ver, Media hora con Mariela, entre otras, siendo Simplemente Mariela una de sus más grandes experiencias como presentadora de televisión.
Viteri también es empresaria, siendo la directora de medios de Radio Fuego y Revista Mariela. Adicional a esto se adentró a la música como medio filantrópico para ayudar a fundaciones. Desde el año 2013, Producciones de Fuego lanza la plataforma web MarielaTV.com, una plataforma multimedia del cual se desprende producciones como Miércoles de MarielaTV, Mariela en Cabina, Cocina con Mariela, Bienvenida la Navidad y su actual programa reality Mariela Te Transforma.

## Primeros años de vida
Mariela de Jesús Viteri Velazco nació en la ciudad de Bahía de Caráquez de la provincia de Manabí, bajo el seno de una familia manabita conformada por Mariana Velasco y el Dr. Leonardo Viteri. Tiene cuatro hermanos: Vicky, Leo, Lalo y Polo.

## Carrera
Inició su carrera televisiva en 1989 en el programa Aplausos de Telecentro ahora conocido como TC Televisión luego de haber salido como finalista junto a Soledad Diab  y Claudia González en un casting organizado por Gastón Carrera, Viteri fue escogída por su personalidad espontánea .
Luego de esto, continuó  junto a Gerardo España en un espacio llamado Música y Deportes en el canal CableDeportes, siguiendo un formato de entrevistas pícaras a personajes del medio nacional e internacional y terminando siendo la imagen principal del show luego de la salida de España.
Para el año 1993, Mariela cambió de casa televisiva, esta vez a CRE Televisión, conocido ahora como Canal Uno, en el cual desempeñó el puesto de entrevistadora para dos espacios: Na' que ver y Media hora con Mariela.
En inicios del año 1994, comenzó con el programa Aquí Mariela, en el canal Teleamazonas en un formato de entrevistas diarias. Viteri con más experiencia, tuvo la oportunidad de entrevistar a personalidades nacionales y grandes artistas de España.
Siguiendo con su evolución profesional, Mariela volvió a Telecentro (TC Televisión) en 1997 para entrar en el espacio La Hora de Mariela, teniendo este un rating bajo, al ser un programa de mediodía que competía con espacios como el show de Bernard, entre otros. Por otro lado, debido al bajo desempeño de La Hora de Mariela, Jorge Kronfle le propuso un nuevo programa semanal de entrevistas, naciendo así Simplemente Mariela.
El TalkShow tuvo un desbordante éxito en rating  12 años, llegando a tener cerca de 17 temporadas con grandes personalidades como invitados y siendo líder en su franja horaria.
En el 2014 regresa a la pantalla de televisión, siendo parte del jurado en la segunda temporada del programa Soy el Mejor VIP en TC Televisión, y también se involucra con éxito en eventos BTL como son: Cocinemos con Mariela, Expo Fashion Mariela y Bienvenida la Navidad. Debido a la gran acogida que tienen sus entrevistas en MarielaTV,  en el 2015 se lanzan a la televisión a través de la pantalla de Telerama donde se transmiten sus entrevistas  diariamente en horario estelar.
Fue jurado de varios programas concursos, principalmente en la cadena Ecuavisa. En 2011 fue jurado de Escuela de famosos y en 2019 repite en Prueba de amor.

### Incursión en la actuación
En 2018 participa en la telenovela Sharon la Hechicera producida por Ecuavisa, en la que narra la vida de la cantante Edith Bermeo, conocida artísticamente como Sharon la Hechicera desde sus inicios hasta su trágica muerte. En la historia, Viteri interpreta el personaje de "Luz María", presentadora del programa de televisión Destellos, basado en la recordada presentadora del programa Chispazos, Luzmila Nicolalde. El mismo año, realiza una participación especial en la cuarta temporada de la comedia 3 familias, también de Ecuavisa.

## Radio Fuego y Revista Mariela
Viteri es empresaria, siendo la presidenta ejecutiva de Radio Fuego: 106.5 FM creada en 1995 junto a su entonces esposo Ricardo Mórtola, y de Revista Mariela lanzada desde el 2006 como una guía para las mujeres con temas de nutrición, psicología, entrevistas, entretenimiento, moda y más. Durante los años 2004 y 2008 Mariela se adentra en el ámbito musical, junto a cantantes nacionales, internacionales, e incluso su padre e hijos. Desde el año 2013, Producciones de Fuego lanza la plataforma web MarielaTV.com, una plataforma multimedia del cual se desprende producciones como Miércoles de MarielaTV, Mariela en Cabina, Cocina con Mariela, Bienvenida la Navidad y su actual programa reality Mariela Te Transforma.

### Incursión en medios digitales
Desde el año 2013 incursiona en proyectos digitales a través de su plataforma web: MarielaTV.com donde comparte ambas, revista y radio en un solo lugar. Dándole así mismo vida a su canal Youtube: MarielaTV en el que  contenido digital de entrevistas con personalidades del medio del entretenimiento bajo el nombre de Miércoles de MarielaTV al igual entrevistas de nutrición, salud, belleza y psicología en Mariela en Cabina.
Para el año 2017 Producciones de Fuego anuncia el lanzamiento del reality de belleza integral Mariela Te Transforma estrenado en junio. El programa alcanza el éxito necesario para asegurarle una segunda temporada lanzada en septiembre del mismo año.

## Trayectoria

### Programas de televisión
- (2020) EnfiesTC - Presentadora invitada (TC Televisión)
- (2019) Prueba de amor - Jurado (Ecuavisa)
- (2015) MarielaTV - Presentadora (Telerama)
- (2015) Soy el mejor VIP - Jurado (TC Televisión)
- (2011) Escuela de famosos - Jurado (Ecuavisa)
- (1998-2011) Simplemente Mariela - Presentadora (TC Televisión)
- (1997) La Hora de Mariela - Presentadora (TC Televisión)
- (1994) Aquí Mariela - Presentadora (Teleamazonas)
- (1993) Media hora con Mariela - Presentadora (CRE Televisión, conocido ahora como Canal Uno)
- (1993) Na que ver - Presentadora (CRE Televisión ahora conocido como Canal Uno)
- (1990) Música y Deportes - Presentadora (CableDeportes)
- (1989) Aplausos - Presentadora (Telecentro ahora conocido como TC Televisión)

### Programas digitales
- (2013-Actualidad) MarielaTV - Presentadora (YouTube)

### Programas de Radio
- (2013-Actualidad) MarielaTV - Presentadora (Radio Fuego)

### Telenovelas
- (2018) Sharon la Hechicera - Luz María
- (2018) 3 familias - Ella misma